# Campeonato Brasiliense de Futebol - Terceira Divisão
O Campeonato Brasiliense de Futebol da Terceira Divisão era a última divisão do Campeonato Brasiliense de Futebol, o campeonato estadual do Distrito Federal brasileiro.
Foi realizado pela primeira vez em 2006, com apenas quatro equipes. Uma delas era o Brasília Futebol Clube, o terceiro maior vencedor da primeira divisão. Após quatro edições, a competição foi extinta em 2010, passando o Distrito Federal a contar com apenas duas divisões oficiais.

## Lista dos campeões
| Ano  | Campeão                    | Vice-Campeão          | Terceiro lugar                   | Quarto lugar               |
| ---- | -------------------------- | --------------------- | -------------------------------- | -------------------------- |
| 2006 | Legião (Brasília)          | Brasília (Brasília)   | Brazsat (Recanto das Emas)       | Formosa (Formosa (GO)      |
| 2007 | Santa Maria (Santa Maria)  | Brasília (Brasília)   | Bandeirante (Núcleo Bandeirante) | Brazsat (Recanto das Emas) |
| 2008 | Brazsat (Recanto das Emas) | CFZ (Brasília)        | Formosa (Formosa (GO)            | Sobradinho (Sobradinho)    |
| 2009 | Capital (Guará)            | Formosa (Formosa (GO) | Bolamense (Samambaia)            | Paranoá (Paranoá)          |

## Número de títulos por clube
| Clube                            | Campeão  | Vice-Campeão    | Terceiro Lugar | Quarto Lugar |
| -------------------------------- | -------- | --------------- | -------------- | ------------ |
| Capital (Guará)                  | 1 (2009) | 0               | 0              | 0            |
| Brazsat (Recanto das Emas)       | 1 (2008) | 0               | 1 (2006)       | 1 (2007)     |
| Santa Maria (Santa Maria)        | 1 (2007) | 0               | 0              | 0            |
| Legião (Brasília)                | 1 (2006) | 0               | 0              | 0            |
| Brasília (Brasília)              | 0        | 2 (2006 e 2007) | 0              | 0            |
| Bosque Formosa (Formosa (GO)     | 0        | 1 (2009)        | 1 (2008)       | 1 (2006)     |
| CFZ Brasília (Brasília)          | 0        | 1 (2008)        | 0              | 0            |
| Bandeirante (Núcleo Bandeirante) | 0        | 0               | 1 (2007)       | 0            |
| Renovo (Samambaia)               | 0        | 0               | 1 (2009)       | 0            |
| Sobradinho (Sobradinho)          | 0        | 0               | 0              | 1 (2008)     |
| Paranoá (Paranoá)                | 0        | 0               | 0              | 1 (2009)     |

## Participações
| Equipe         | Localidade         | 2006       | 2007       | 2008 | 2009 |
| -------------- | ------------------ | ---------- | ---------- | ---- | ---- |
| ARUC           | Cruzeiro           | -          | [ nota 1 ] | -    | -    |
| Bandeirante    | Núcleo Bandeirante | -          | 3º         | 7º   | 7º   |
| Bosque Formosa | Formosa (GO)       | 3º         | 6º         | 3º   | 2º   |
| Brasília       | Brasília           | 2º         | 2º         | -    | -    |
| Brazsat        | Recanto das Emas   | 4º         | 4º         | 1º   | -    |
| Capital        | Guará              | -          | -          | 5º   | 1º   |
| CFZ            | Brasília           | -          | -          | 2º   | -    |
| Legião         | Brasília           | 1º         | -          | -    | -    |
| Paranoá        | Paranoá            | -          | -          | -    | 4º   |
| Planaltina     | Planaltina (GO)    | [ nota 6 ] | 5º         | 8º   | 5º   |
| Renovo         | Samambaia          | -          | -          | 6º   | 3º   |
| Santa Maria    | Santa Maria        | -          | 1º         | -    | -    |
| Sobradinho     | Sobradinho         | -          | 7º         | 4º   | 6º   |

## Maiores Goleadas
| # | Data                   | Mandante       | Placar | Visitante       | Localidade         |
| - | ---------------------- | -------------- | ------ | --------------- | ------------------ |
| 1 | 26 de outubro de 2006  | Legião         | 12 - 0 | Bosque Formosa  | Brasília           |
| 2 | 22 de outubro de 2006  | Brasília       | 7 - 0  | Bosque Formosa  | Brasília           |
| 3 | 22 de outubro de 2006  | Recanto        | 0 - 7  | Legião          | Recanto das Emas   |
| 4 | 12 de julho de 2008    | Bandeirante    | 0 - 7  | CFZ de Brasília | Planaltina (GO)    |
| 5 | 8 de novembro de 2007  | Santa Maria    | 7 - 1  | Planaltina      | Santa Maria        |
| 6 | 13 de julho de 2007    | Planaltina     | 0 - 6  | Brazsat         | Planaltina (GO)    |
| 7 | 4 de outubro de 2009   | Paranoá        | 0 - 6  | Capital         | Paranoá            |
| 8 | 20 de julho de 2007    | Bosque Formosa | 5 - 0  | Bandeirante     | Formosa (GO)       |
| 9 | 14 de novembro de 2009 | Bandeirante    | 0 - 5  | Bosque Formosa  | Núcleo Bandeirante |

## Classificação Geral
| Time           | Pts                                  | J                                    | V                                    | E                                    | D                                    | GP                                   | GC                                   | SG                                   |
| -------------- | ------------------------------------ | ------------------------------------ | ------------------------------------ | ------------------------------------ | ------------------------------------ | ------------------------------------ | ------------------------------------ | ------------------------------------ |
| ARUC           | Desistiu antes da competição iniciar | Desistiu antes da competição iniciar | Desistiu antes da competição iniciar | Desistiu antes da competição iniciar | Desistiu antes da competição iniciar | Desistiu antes da competição iniciar | Desistiu antes da competição iniciar | Desistiu antes da competição iniciar |
| Bandeirante    | 14                                   | 19                                   | 6                                    | 4                                    | 9                                    | 18                                   | 40                                   | -22                                  |
| Bosque Formosa | 37                                   | 28                                   | 10                                   | 8                                    | 10                                   | 49                                   | 52                                   | -3                                   |
| Brasília       | 29                                   | 14                                   | 9                                    | 2                                    | 3                                    | 34                                   | 11                                   | +23                                  |
| Brazsat        | 27                                   | 19                                   | 8                                    | 3                                    | 8                                    | 35                                   | 33                                   | +2                                   |
| Capital        | 29                                   | 16                                   | 9                                    | 2                                    | 5                                    | 39                                   | 24                                   | +15                                  |
| CFZ Brasília   | 16                                   | 7                                    | 5                                    | 1                                    | 1                                    | 20                                   | 4                                    | +16                                  |
| Legião         | 16                                   | 7                                    | 5                                    | 1                                    | 1                                    | 30                                   | 6                                    | +24                                  |
| Paranoá        | 9                                    | 8                                    | 3                                    | 0                                    | 5                                    | 10                                   | 20                                   | -10                                  |
| Planaltina     | 17                                   | 19                                   | 5                                    | 2                                    | 12                                   | 20                                   | 47                                   | -27                                  |
| Renovo         | 17                                   | 15                                   | 5                                    | 2                                    | 8                                    | 15                                   | 20                                   | -5                                   |
| Santa Maria    | 16                                   | 7                                    | 5                                    | 1                                    | 1                                    | 22                                   | 8                                    | +14                                  |
| Sobradinho     | 18                                   | 19                                   | 5                                    | 3                                    | 11                                   | 17                                   | 33                                   | -16                                  |

## Artilheiros
| Edição | Artilheiro | Equipe      | Gols |
| ------ | ---------- | ----------- | ---- |
| 2006   | Cassius    | Legião      | 12   |
| 2007   | Geraldo    | Santa Maria | 7    |
| 2008   | Johnnie    | Brazsat     | 12   |
| 2009   | Djavan     | Capital     | 6    |